# Comuna Vârșolț, Sălaj
Vârșolț (în maghiară Varsolc) este o comună în județul Sălaj, Transilvania, România, formată din satele Recea, Recea Mică și Vârșolț (reședința).

## Istorie
Satul de reședință este atestat în anul 1341, și a apărut istoric în documente sub numele de Varcoltz, Vorsolcz, Worsoch.

## Demografie
Componența etnică a comunei Vârșolț
     Maghiari (64,48%)
     Români (27,4%)
     Romi (4,16%)
     Alte etnii (0%)
     Necunoscută (3,96%)
Componența confesională a comunei Vârșolț
     Reformați (58,34%)
     Ortodocși (27,5%)
     Baptiști (5,85%)
     Romano-catolici (1,01%)
     Alte religii (3%)
     Necunoscută (4,3%)
Conform recensământului efectuat în 2021, populația comunei Vârșolț se ridică la 2.069 de locuitori, în scădere față de recensământul anterior din 2011, când fuseseră înregistrați 2.209 locuitori. Majoritatea locuitorilor sunt maghiari (64,48%), cu minorități de români (27,4%) și romi (4,16%), iar pentru 3,96% nu se cunoaște apartenența etnică. Din punct de vedere confesional, majoritatea locuitorilor sunt reformați (58,34%), cu minorități de ortodocși (27,5%), baptiști (5,85%), romano-catolici (1,01%) și altele (2,03%), iar pentru 4,3% nu se cunoaște apartenența confesională.

## Politică și administrație
Comuna Vârșolț este administrată de un primar și un consiliu local compus din 11 consilieri. Primarul, Lajos Breda[*], de la Uniunea Democrată Maghiară din România, este în funcție din 1996. Începând cu alegerile locale din 2024, consiliul local are următoarea componență pe partide politice:
|  | Partid                                 | Consilieri | Componența Consiliului | Componența Consiliului | Componența Consiliului | Componența Consiliului | Componența Consiliului | Componența Consiliului | Componența Consiliului | Componența Consiliului |
|  | -------------------------------------- | ---------- | ---------------------- | ---------------------- | ---------------------- | ---------------------- | ---------------------- | ---------------------- | ---------------------- | ---------------------- |
|  | Uniunea Democrată Maghiară din România | 8          |                        |                        |                        |                        |                        |                        |                        |                        |
|  | Partidul Social Democrat               | 1          |                        |                        |                        |                        |                        |                        |                        |                        |
|  | Partidul Național Liberal              | 1          |                        |                        |                        |                        |                        |                        |                        |                        |
|  | Alianța pentru Unirea Românilor        | 1          |                        |                        |                        |                        |                        |                        |                        |                        |

## Atracții turistice
- Biserica ortodoxă  Adormirea Maicii Domnului [9]din satul Vârșolț
- Biserica Reformată - construită in anul 1723[10]
- Turn clopotniță de lemn de la Recea, construcție 1754, monument istoric
- Situl arheologic de la Recea
- Lacul de acumulare de la Vârșolț

## Personalități născute aici
- Iacob Deleu (1804 - 1880), revoluționar pașoptist, tribun al lui Avram Iancu..